# Gare de Belfort - Montbéliard TGV
Gare de Belfort - Montbéliard TGV vasútállomás Franciaországban, Meroux településen.

## Vasútvonalak
Az állomást az alábbi vasútvonalak érintik:
- LGV Rhin-Rhône

## Kapcsolódó állomások
A vasútállomáshoz az alábbi állomások vannak a legközelebb:
- Gare de Besançon Franche-Comté TGV (LGV Rhin-Rhône)